# 1395

## Esdeveniments
- Destrucció de Gijón per Enric III de Castella, que acaba amb la revolta d'Alfonso Enríquez[1]